# Wufeng (Taizhong)
Wufeng (chiń. upr. 雾峰 区; chiń. trad. 霧峰區; pinyin Wùfēng qū; Wade-Giles Wu-feng ch’ü; pe̍h-ōe-jī Bū-hong-khu) – dzielnica (chiń. 區, qū) w rejonie miejskim miasta wydzielonego Taizhong na Tajwanie, w południowej części miasta. 
23 czerwca 2009 komitet przy Ministrze Spraw Wewnętrznych Republiki Chińskiej zarekomendował scalenie dotychczasowego powiatu Taizhong (chiń. trad. 臺中縣; pinyin Táizhōng xiàn) i miasta Taizhong (chiń. trad. 臺中市; pinyin Táizhōng xiàn) w miasto wydzielone (chiń. 直轄市, zhíxiáshì); wszystkie gminy wiejskie (chiń. 鄉, xiāng), jak Wufeng, miejskie oraz miasta wchodzące w skład powiatu zostały przekształcone w dzielnice (chiń. 區, qū). Ustawa weszła w życie 25 grudnia 2010 roku.
Populacja dzielnicy Wufeng w 2016 roku liczyła 64 898 mieszkańców – 31 898 kobiet i 33 000 mężczyzn. Liczba gospodarstw domowych wynosiła 19 974, co oznacza, że w jednym gospodarstwie zamieszkiwało średnio 3,25 osób.

## Demografia (2011–2016)
| Rok  | Liczba ludności | Gęstość zaludnienia | Kobiety | Mężczyźni | Gospodarstwa domowe |
| ---- | --------------- | ------------------- | ------- | --------- | ------------------- |
| 2011 | 63 904          | 651                 | 31 131  | 32 773    | 18 908              |
| 2012 | 64 183          | 654                 | 31 274  | 32 909    | 19 095              |
| 2013 | 64 280          | 655                 | 31 415  | 32 865    | 19 322              |
| 2014 | 64 496          | 657                 | 31 571  | 32 925    | 19 562              |
| 2015 | 64 657          | 659                 | 31 751  | 32 906    | 19 724              |
| 2016 | 64 898          | 661                 | 31 898  | 33 000    | 19 974              |